# Tommy Svindal Larsen
Tommy Svindal Larsen (født 11. august 1973 i Skien, Norge) er en norsk tidligere fodboldspiller (defensiv midtbane).
Larsen spillede på klubplan størstedelen af sin karriere i hjemlandet, hvor han blandt andet af tre omgange repræsenterede Odd Grenland i sin fødeby. Han havde også ophold hos Start og Stabæk, ligesom han spillede fire sæsoner i Tyskland hos FC Nürnberg. I 1998 var han med til at vinde den norske pokaltitel med Stabæk.
For Norges landshold spillede Larsen 24 kampe. Han debuterede for holdet 24. april 1996 i en venskabskamp på hjemmebane mod Spanien.

## Titler
Norsk pokalturnering
- 1998 med Stabæk